# قط تويجر

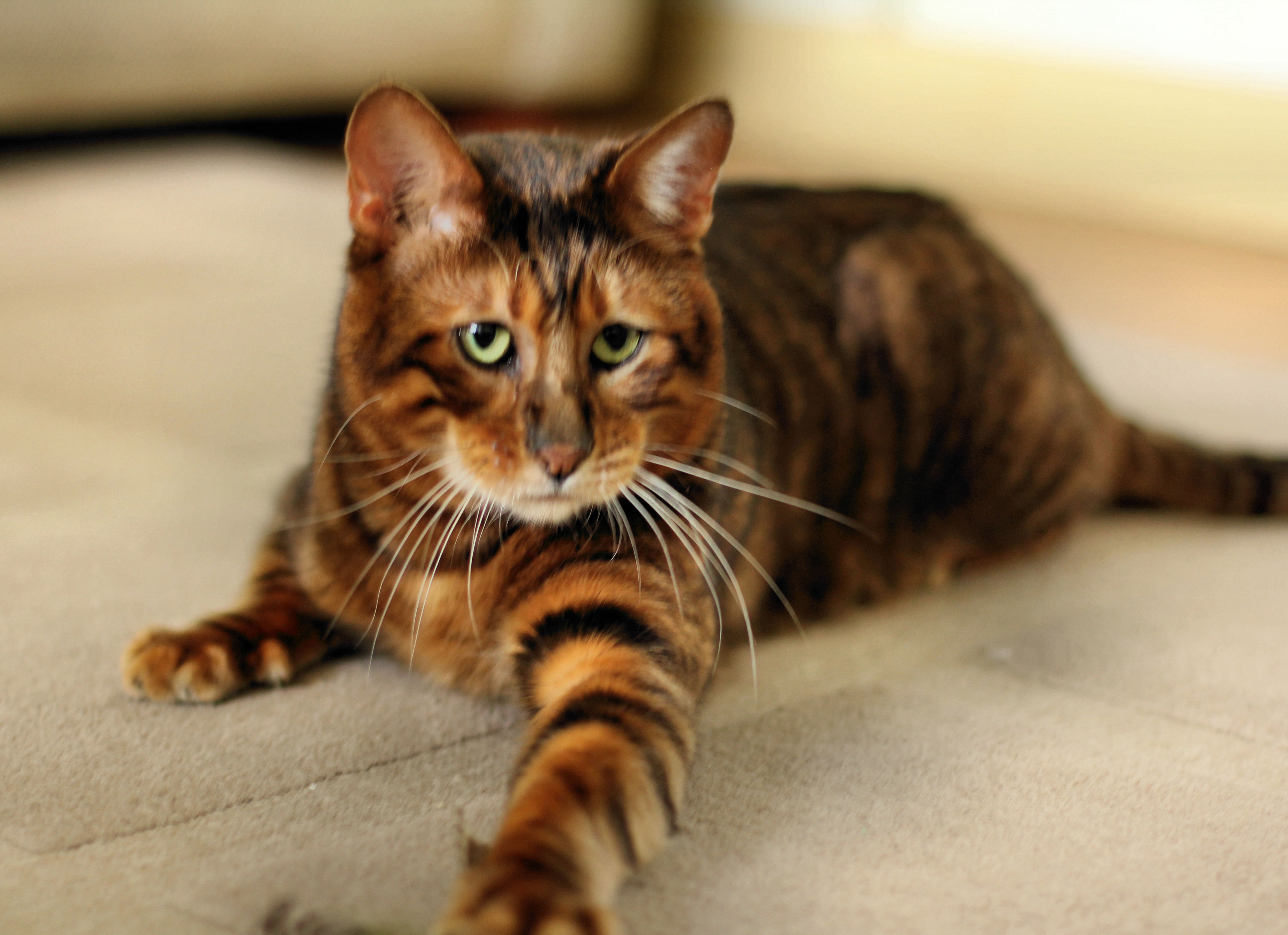

قط تويجر (بالإنجليزية: Toyger)‏ ، هي سلالة قطط نتجت من تناسل القطط المنزلية المعروفة باسم القطط المخططه «Tabby cat» ، وبدء تكوين السلالة في ثمانينات القرن العشرين للحصول على ما يعرف ب «النمر اللعبة» (بالإنجليزية: toy tiger)‏ .